# Chevreuil
Pour les articles homonymes, voir Chevreuil (homonymie).
Taxons concernés
Plusieurs espèces parmi les
- Cervidés
- Réduncinésmodifier

Le terme « chevreuil » est un nom vernaculaire en français, qui peut désigner plusieurs espèces différentes d'artiodactyles.
Le genre des chevreuils, selon le sens principal, Capreolus, est désormais subdivisé en deux espèces distinctes :
- le Chevreuil d'Europe ou Chevreuil européen (Capreolus capreolus), vit en Europe et en Asie Mineure[2] ;
- le Chevreuil d'Asie ou chevreuil de Sibérie (Capreolus pygargus), vit de l'est de la Russie d'Europe jusqu'à l'Extrême-Orient[2].

D'autres artiodactyles peuvent être désignés sous le terme de chevreuil :
- le Chevreuil des Andes du Sud ou Huemul (Hippocamelus bisulcus)[3] ;
- le Chevreuil de Virginie ou Cerf de Virginie (Odocoileus virginianus)[2] ;
- l'Antilope-chevreuil ou Péléa (Pelea capreolus)[2].

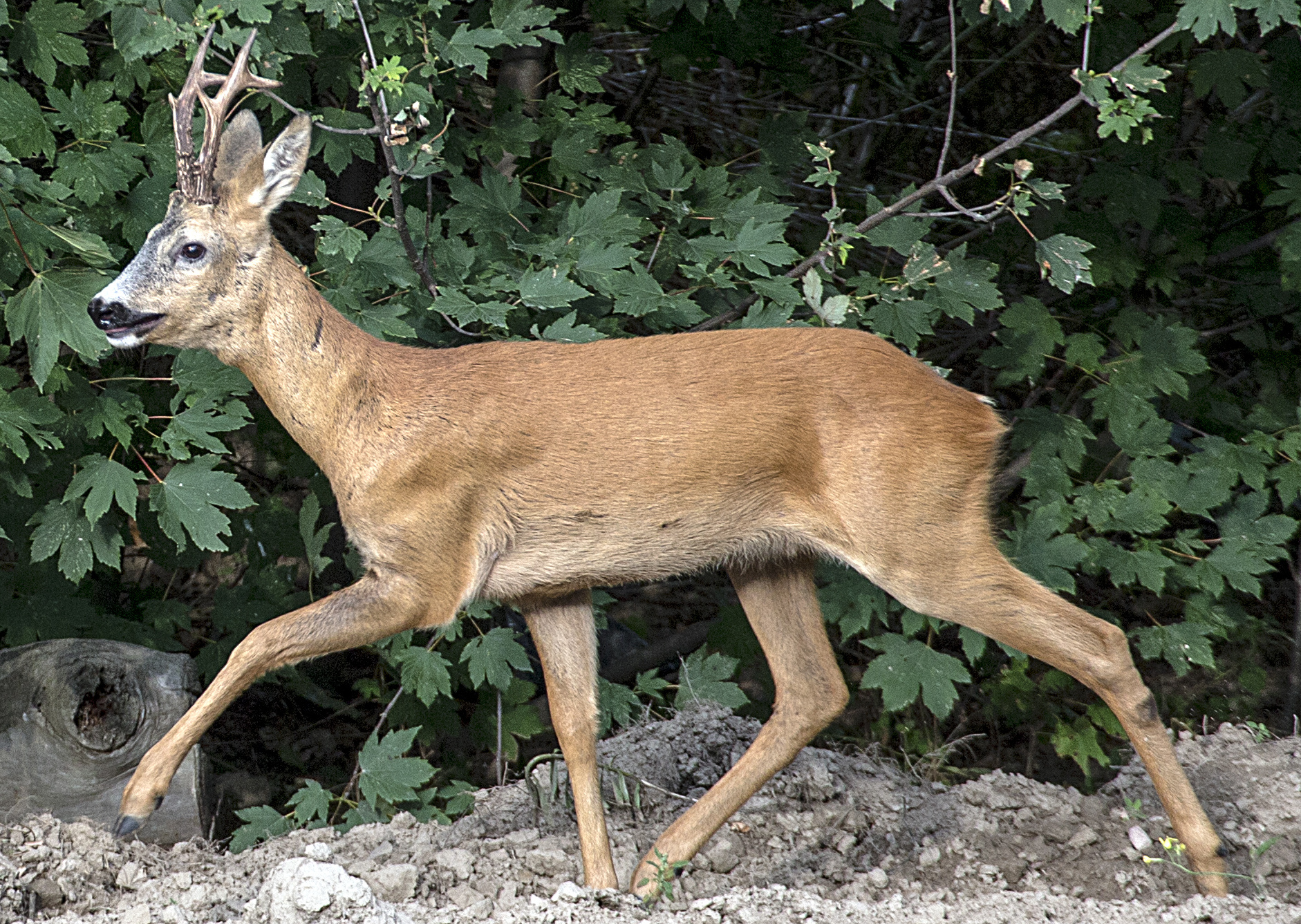
Chevreuil d'Europe (Capreolus capreolus).
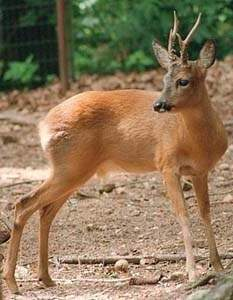
Chevreuil d'Asie (Capreolus pygargus).
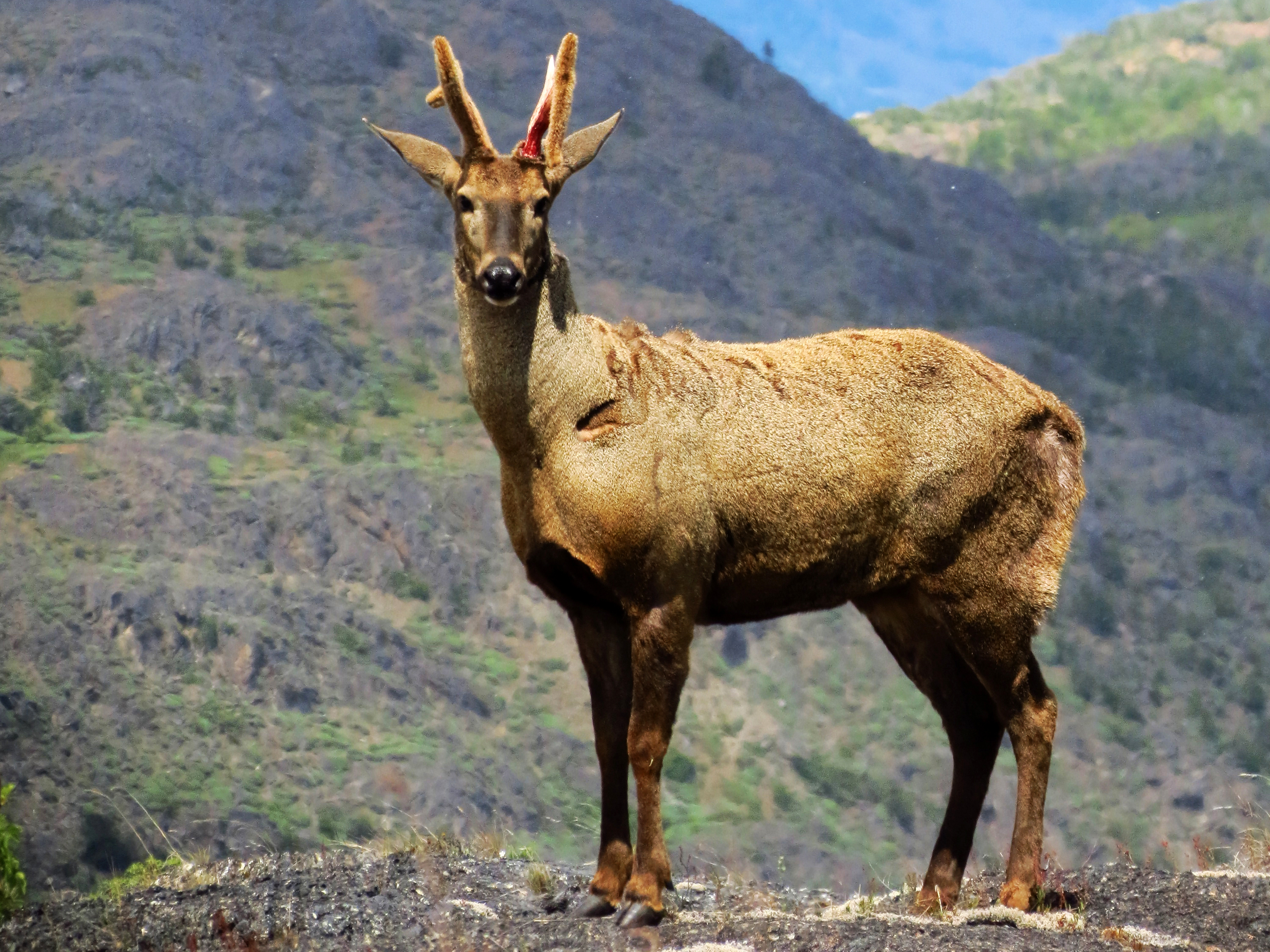
Chevreuil des Andes du Sud (Hippocamelus bisulcus).
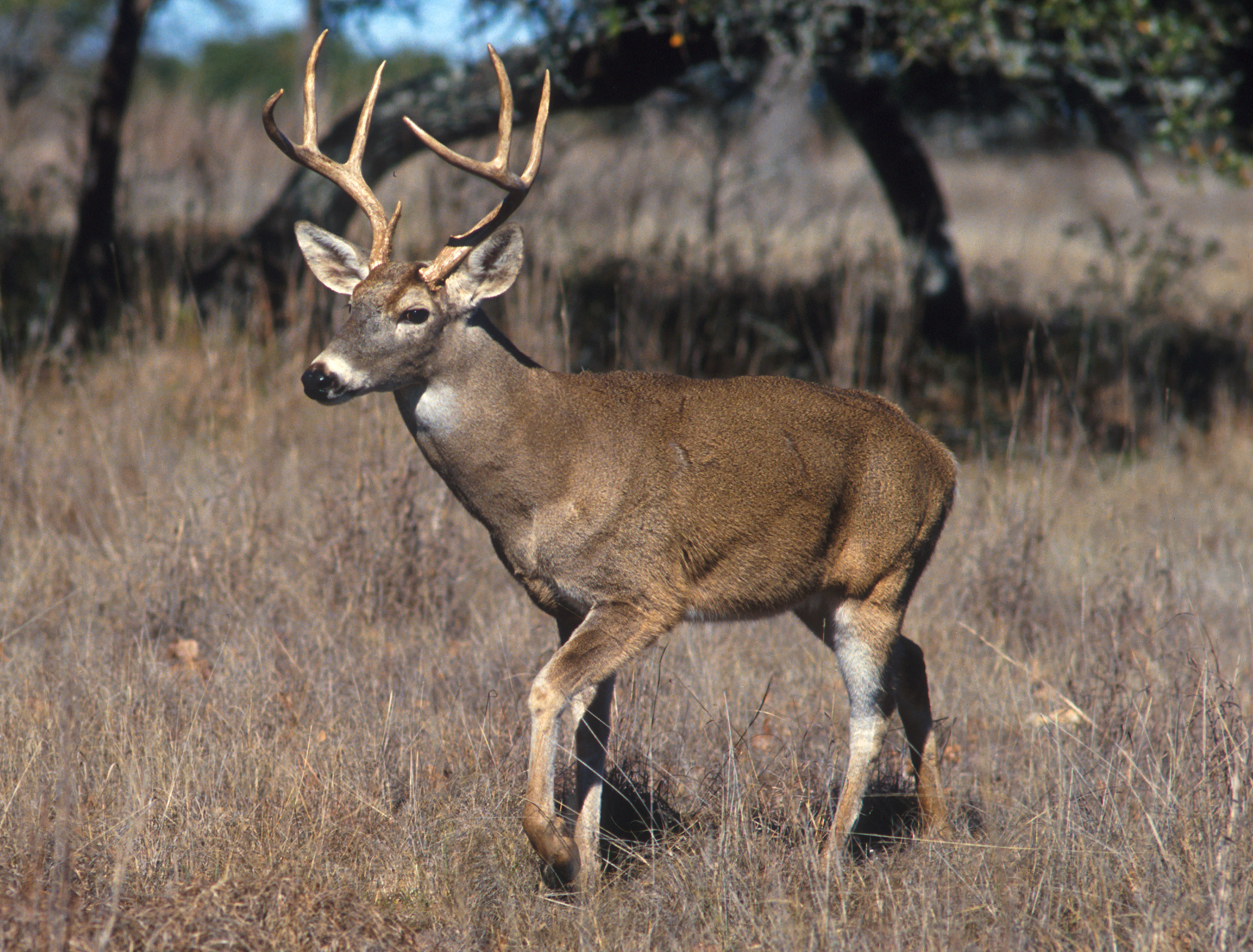
Chevreuil de Virginie (Odocoileus virginianus).
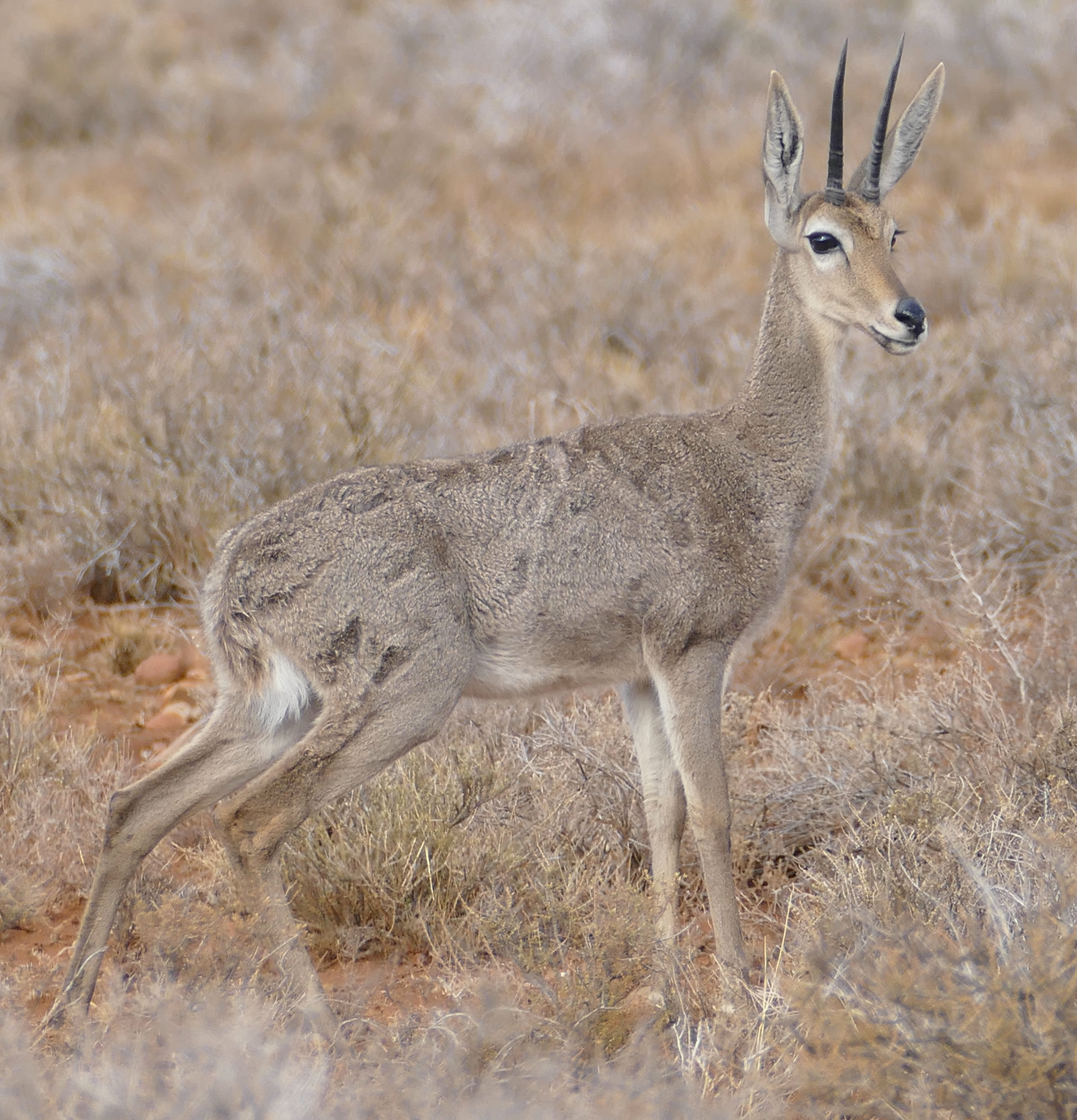
Antilope-chevreuil (Pelea capreolus).